# Nymphargus
A Hyalinobatrachium (Centrolenidae) a kétéltűek (Amphibia) osztályába és  a békák (Anura) rendjébe és az üvegbékafélék (Centrolenidae) családjába tartozó nem. A jelenleg ide tartozó fajok többségét nemrég sorolták át a Cochranella nemből.

## Rendszerezés
A nembe az alábbi 30 faj tartozik:
- Nymphargus anomalus (Lynch & Duellman, 1973)
- Nymphargus armatus (Lynch & Ruiz-Carranza, 1996)
- Nymphargus balionotus (Duellman, 1981)
- Nymphargus bejaranoi (Cannatella, 1980)
- Nymphargus buenaventura (Cisneros-Heredia & Yánez-Muñoz, 2007)
- Nymphargus cariticommatus (Wild, 1994)
- Nymphargus caucanus Rada, Ospina-Sarria & Guayasamin, 2017
- Nymphargus chami (Ruiz-Carranza & Lynch, 1995)
- Nymphargus chancas (Duellman & Schulte, 1993)
- Nymphargus cochranae (Goin, 1961)
- Nymphargus cristinae (Ruiz-Carranza & Lynch, 1995)
- Nymphargus garciae (Ruiz-Carranza & Lynch, 1995)
- Nymphargus grandisonae (Cochran & Goin, 1970)
- Nymphargus griffithsi (Goin, 1961)
- Nymphargus humboldti Guayasamin, Cisneros-Heredia, McDiarmid & Hutter, 2020
- Nymphargus ignotus (Lynch, 1990)
- Nymphargus lasgralarias Hutter & Guayasamin, 2012
- Nymphargus laurae Cisneros-Heredia & McDiarmid, 2007
- Nymphargus lindae Guayasamin, 2020
- Nymphargus luminosus (Ruiz-Carranza & Lynch, 1995)
- Nymphargus luteopunctatus (Ruiz-Carranza & Lynch, 1996)
- Nymphargus manduriacu Guayasamin, Cisneros-Heredia, Vieira, Kohn, Gavilanes, Lynch, Hamilton & Maynard, 2019
- Nymphargus mariae (Duellman & Toft, 1979)
- Nymphargus megacheirus (Lynch & Duellman, 1973)
- Nymphargus mixomaculatus (Guayasamin, Lehr, Rodríguez & Aguilar, 2006)
- Nymphargus nephelophila (Ruiz-Carranza & Lynch, 1991)
- Nymphargus ocellatus (Boulenger, 1918)
- Nymphargus oreonympha (Ruiz-Carranza & Lynch, 1991)
- Nymphargus phenax  (Cannatella & Duellman, 1982)
- Nymphargus pluvialis  (Cannatella & Duellman, 1982)
- Nymphargus posadae (Ruiz-Carranza & Lynch, 1995)
- Nymphargus prasinus (Duellman, 1981)
- Nymphargus rosada (Ruiz-Carranza & Lynch, 1997)
- Nymphargus ruizi (Lynch, 1993)
- Nymphargus siren (Lynch & Duellman, 1973)
- Nymphargus spilotus (Ruiz-Carranza & Lynch, 1997)
- Nymphargus sucre Guayasamin, 2013
- Nymphargus truebae (Duellman, 1976)
- Nymphargus vicenteruedai Velásquez-Álvarez, Rada, Sánchez-Pacheco & Acosta-Galvis, 2007
- Nymphargus wileyi (Guayasamin, Bustamante, Almeida-Reinoso & Funk, 2006)